# Winthrop Chandler
Pour les articles homonymes, voir Chandler.
Winthrop Chandler, né le 6 avril 1747 à Woodstock dans le Connecticut et mort le 29 juillet 1790 dans la même ville, est un peintre américain.

## Œuvres

### Galerie

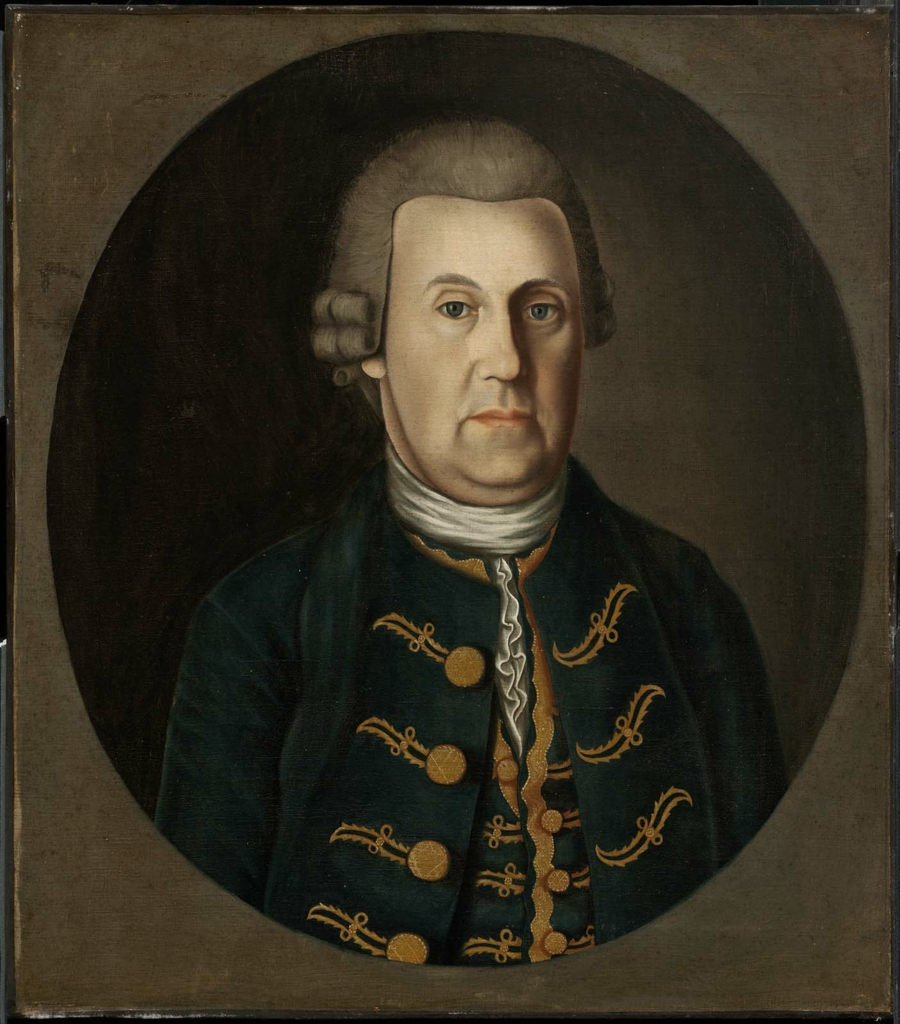
Levi Willard (v. 1770-1775)
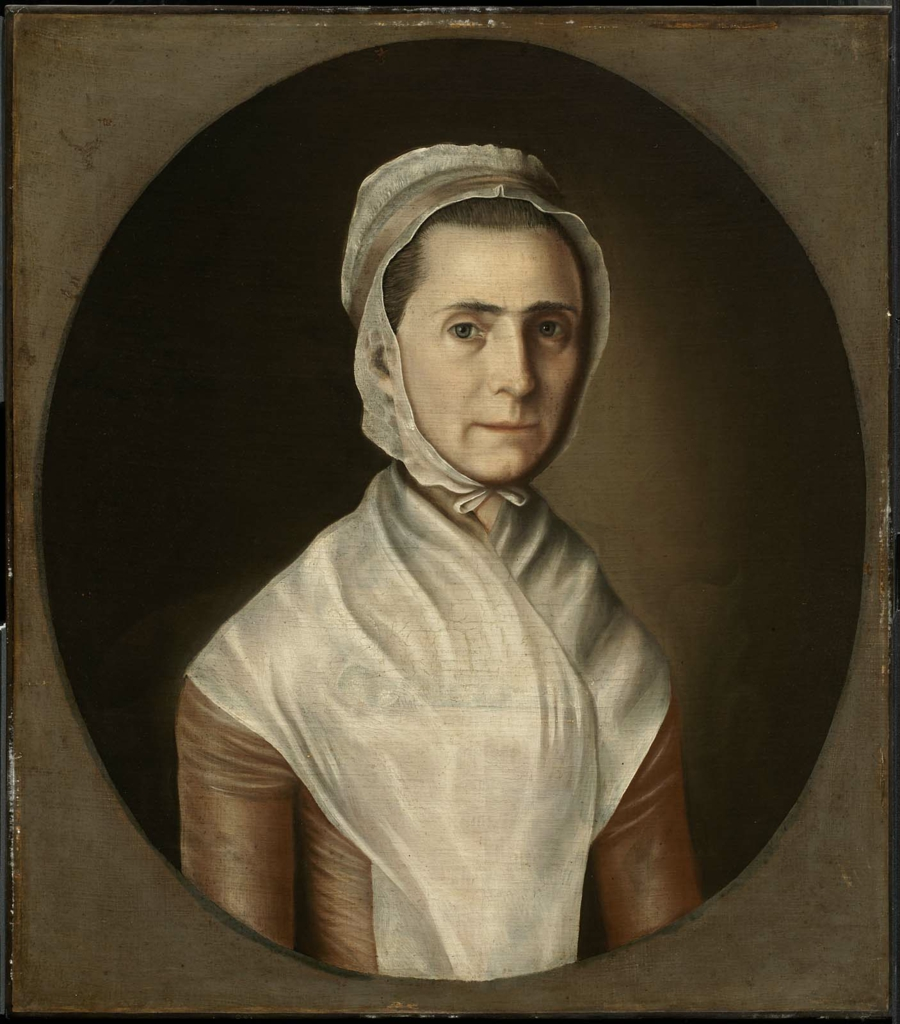
Mrs. Levi Willard (Catherine Chandler) (v. 1770-1775)
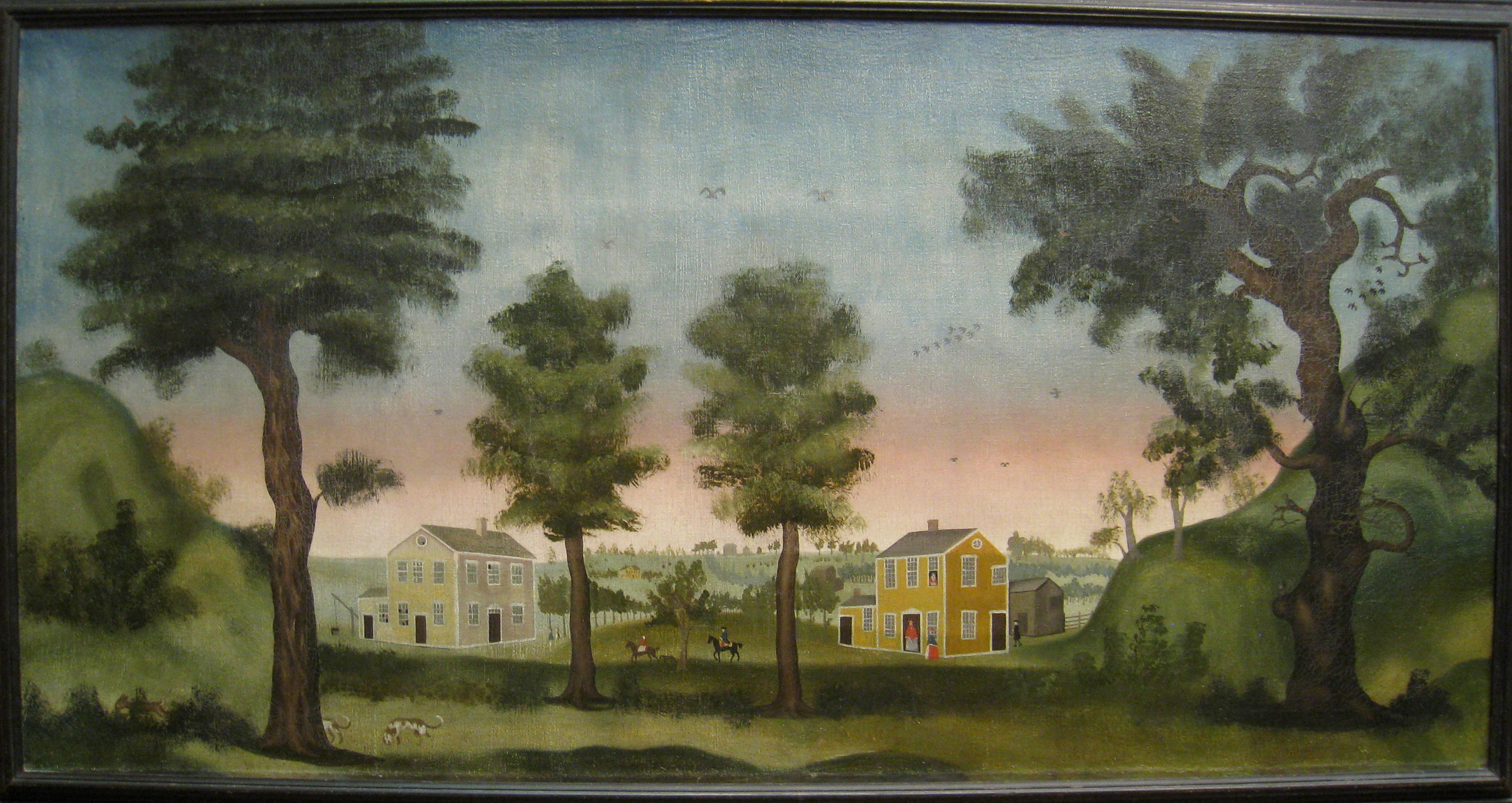
The Homestead of General Timothy Ruggles, Hardwick, Massachusetts (v. 1770-1775)
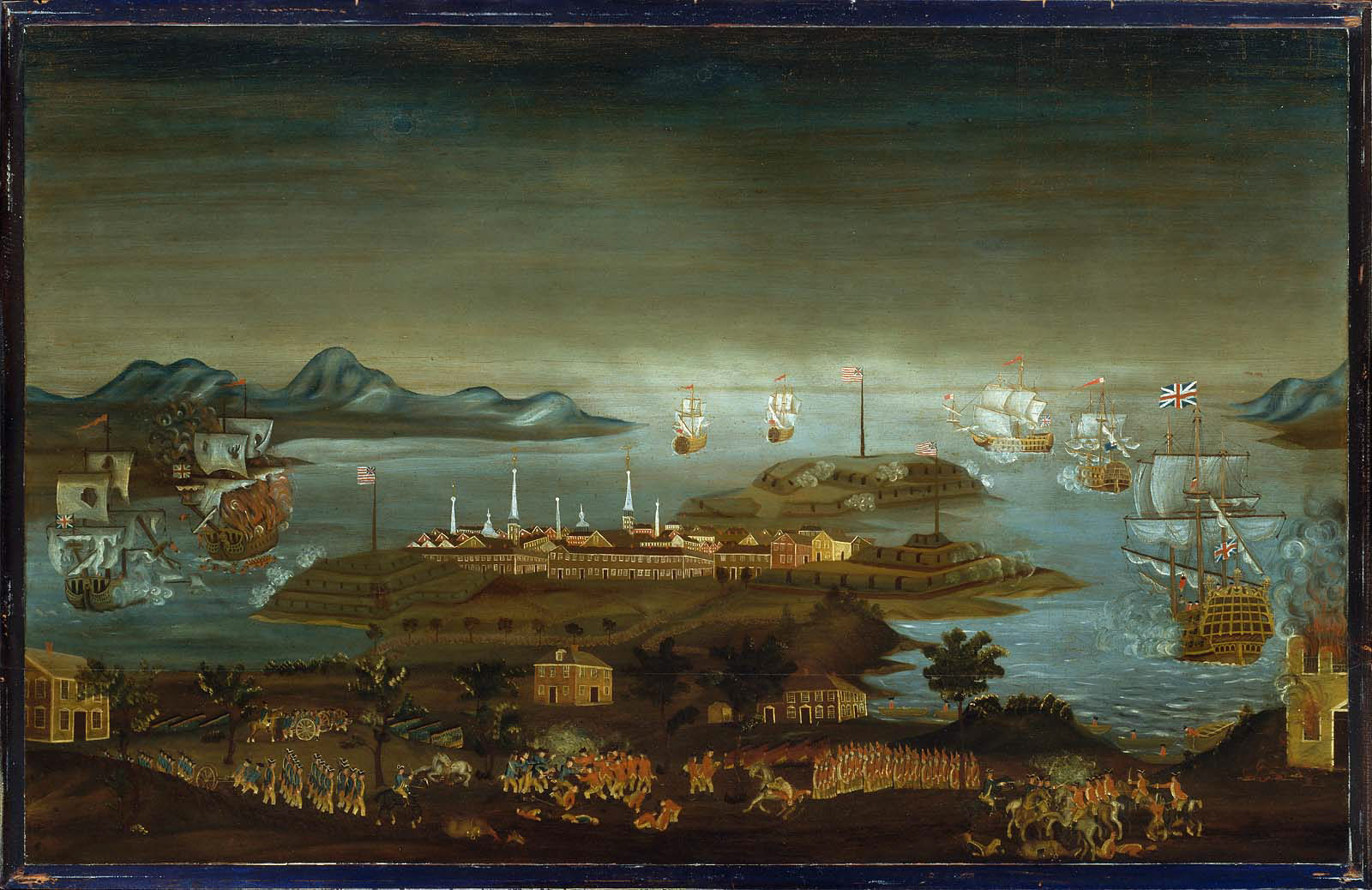
La Bataille de Bunker Hill (v. 1776-77)
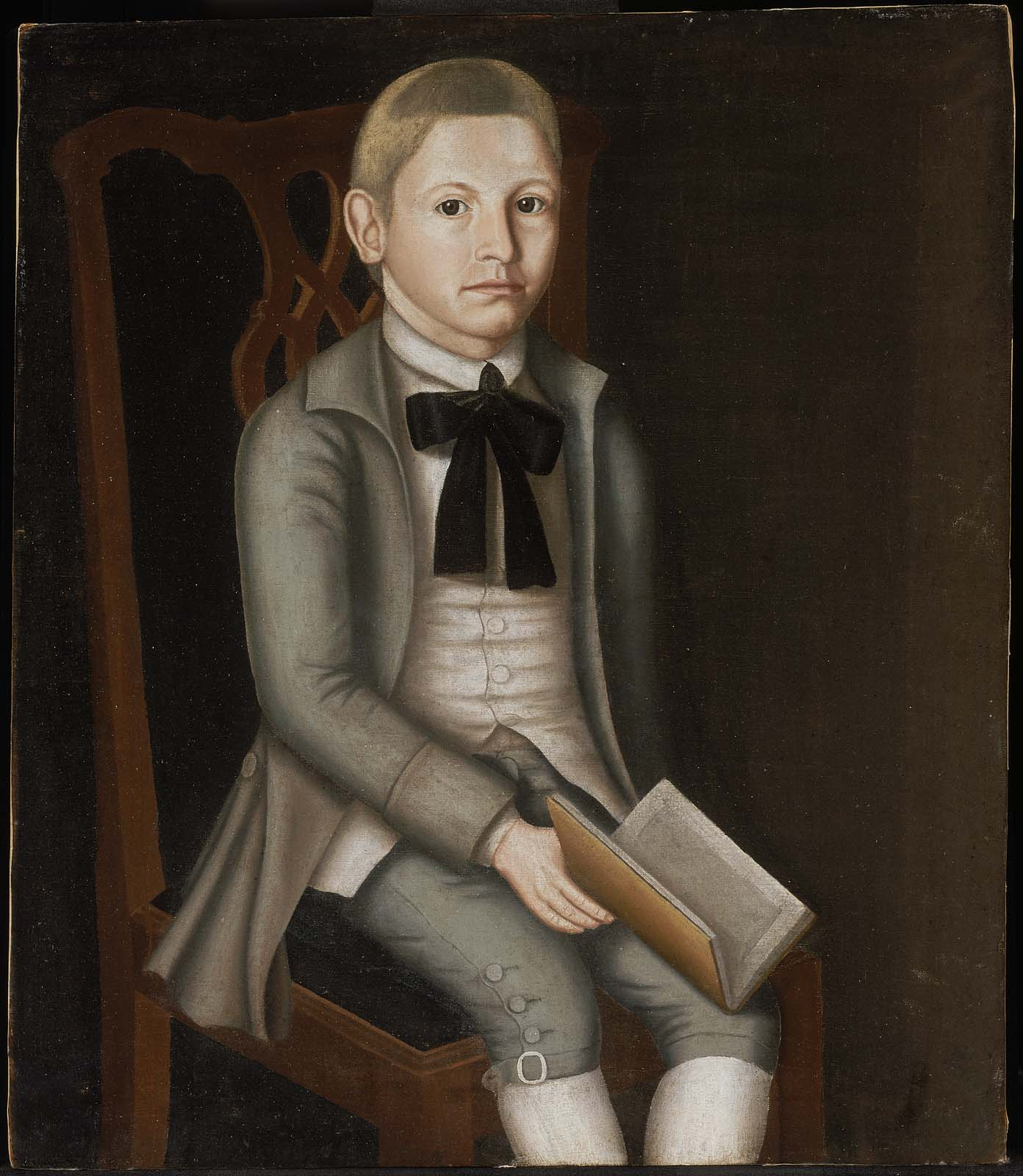
John Paine (v. 1786)